# International Music Score Library Project
L'International Music Score Library Project (IMSLP), o Petrucci Music Library (in italiano Biblioteca Musicale Petrucci), il cui nome è in onore di Ottaviano Petrucci, è un progetto che si prefigge lo scopo di creare una biblioteca online di spartiti musicali di pubblico dominio, basato sullo stesso principio wiki di Wikipedia.
Lanciato il 16 febbraio 2006, sono state inserite in esso più di 210 000 opere di più di 25 000 compositori (al dicembre 2022), rendendolo una delle maggiori collezioni di spartiti liberi e gratuiti online.
Il progetto contiene in prima linea scansioni di vecchi spartiti non più soggetti al copyright, diversamente dal progetto Mutopia che raccoglie solo spartiti riscritti al computer. In singoli casi, il copyright o i diritti d'autore sono decaduti solo negli Stati Uniti o in Canada, ma non negli altri paesi.
Oltre agli spartiti di pubblico dominio, sono ammesse anche opere di compositori contemporanei pubblicate sotto licenza Creative Commons. Le pagine di discussione associate ad ogni pezzo sono a disposizione per discutere e scambiare idee sulla musica. È disponibile inoltre un forum di discussione, anche in italiano.
Uno dei maggiori progetti di IMSLP è l'inserimento delle opere complete di Johann Sebastian Bach nella Bach-Gesellschaft Ausgabe (1851-1899). Il 3 novembre 2008 questo progetto è stato dichiarato concluso.

## Chiusura e riapertura del sito
Feldmahler, il creatore del sito, ha deciso di chiuderlo temporaneamente dopo aver ricevuto una lettera dalla Universal Edition in cui veniva accusato di rendere accessibili partiture che sono di pubblico dominio in Canada, dove erano collocati i server, anche da paesi dove esse erano ancora protette da diritti d'autore, in particolare diversi paesi dell'Unione europea. È tuttora possibile leggere direttamente il messaggio di giustificazione di Feldmahler sulla home page del sito.
Il progetto è stato riavviato il 30 giugno 2008.

## Accorpamento di WIMA
Il 23 agosto 2011 è stata annunciata la fusione del Werner Icking Music Archive (WIMA) con IMSLP. Un annuncio è stato dato, cinque giorni prima, in una lettera aperta pubblicata sul sito del progetto. A seguito della soluzione di alcuni problemi tecnici, il trasferimento è cominciato il 28 agosto ed è stato dichiarato ufficialmente completo il 21 luglio 2012.